# Sasae-curikomi-aši

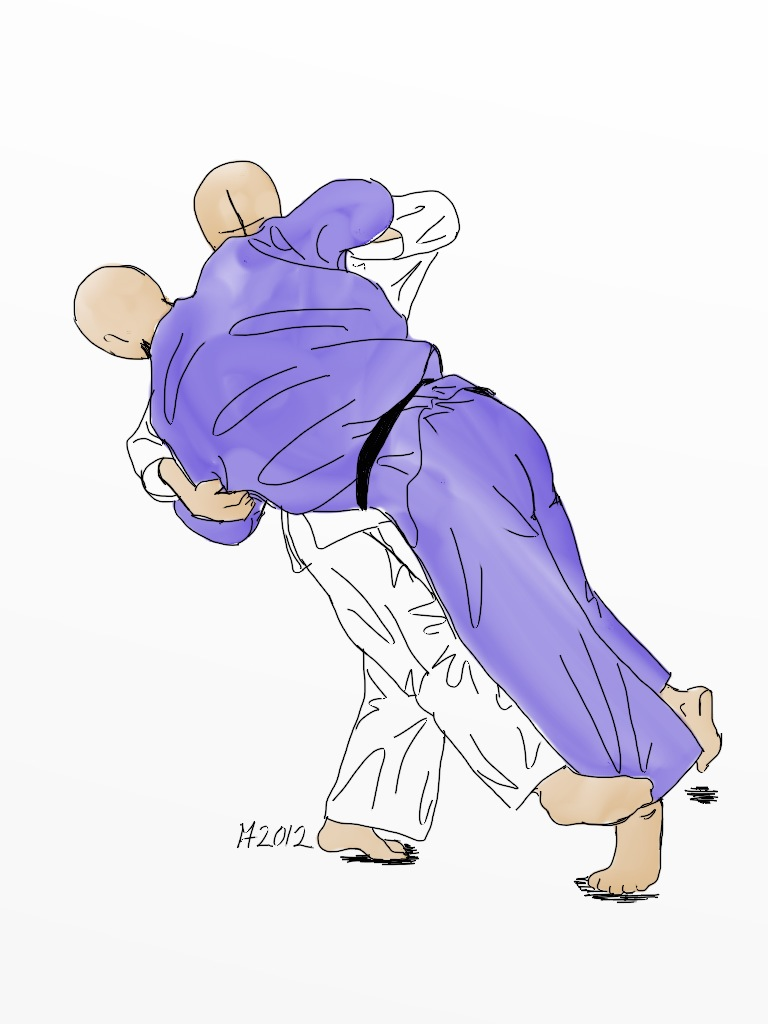
Sasae-curikomi-aši

Sasae-curikomi-aši (支釣込足) je japonské označení jedné z původních judistických nožních technik (aši-waza). Sasae-curikomi-aši je součástí základní sestavy technik v postoji nage-no-kata (投の形) a je jednou ze čtyřiceti technik v postoji tvořících výukovou sestavu Kódókanu zvanou go-kjó-no-waza (五教の技).

## Popis techniky
Sasae-curikomi-aši je jednou z nejméně pochopených judistických technik v západním světě, tak jak ho nazývají Japonci. Do češtiny se běžně překládá jako zadržení kotníku, přitom v japonském názvu techniky se slovo kotník nevyskytuje. Toto nedorozumění pramení z popisu podobné techniky hiza-guruma, kde dochází k zadržení kolene (japonsky: hiza). Sasae-curikomi-aši se tedy na západě často chápe stejným způsobem jako technika hiza-guruma s tím rozdílem, že místo kolene dochází k zadržení kotníku a rotací přes něj. Při sasae-curikomu-aši se uke přetáčí na záda za pomoci paží a boků, chodidlo slouží pouze k zadržení ukeho kotníku, ale i holeně a dokonce i kolene.
Podstatným prvkem techniky sasae-curikomi-aši je pochopení části názvu techniky a význam slova curikomi. Curikomi je specifická práce rukou, která je přirovnávaná k práci rukou rybáře vytahujícího z vody rybu na udici. Michal Vachun curikomu popisuje jako práci paží při vychylování soupeře v nástupu do porazu – v právem úchopu levá paže táhne vodorovně k levému rameni, pravá paže zasekává límec soupeře k sobě a vzhůru.
Sasae-curikomi-aši je možno přeložit jako "vytažení-přitažení (curikomi) s podporou (sasae) nohy (aši)".
1. Michal Vachun – Ze základního postoje (pravý úchop) posune tori pokrčenou pravou nohu před ukeho levou a současně energicky zatáhne levou paží obloukem za sebe a dolů a pravou paží zatlačí vzhůru do ukeho lokte (krásně rečeno, curikomi… to "dolů" v textu je důležité). Napjatou levou nohu vytrčí proti ukeho pravé noze (práce boků musí být výrazná) a chodidlem zadrží ukeho pravý kotník (spíše pravou holeň… v situaci, kdy je tori o hlavu nižší než uke se tori při curikomi ke kotníku skutečně nedostane a není to jeho chyba). Dokončením práce obou paží a vytočením boků a trupu vlevo hodí tori ukeho pravo vpřed.[2]
2. Jaroslav Stich, Radim Pavelka[3] – Sasae-curikomi-aši překládají jako zadržení kotníku. Tori několika kroky přiměje soupeře vykročit pravou nohou (pěkně řečeno), přičemž sám ustoupí vpravo na stranu (pozor toto zavání hiza-gurumou). Tori zaseknutím a nadzvednutím soupeře pravou paží a tahem levou paží (jinak řečeno curikomi) donutí ukeho přenést svou hmotnost na špičku pravé nohy (pěkně řečeno). Současně přiloží tori své levé chodidlo těsně nad kotník ukeho pravé nohy (zde Stich, Pavelka popírají překlad zadržení kotníku). Důrazným tahem levé paže a tlakem pravé, při stálé rotaci trupu dokončí tori hod (ANO práce boků je při sasae-curikomi-aši velmi důležítá).
3. Michal Vít, Zdenko Reguli[4] – Sasae-curikomi-aši překládají jako zadržení kotníku. Sasae-curi-komi-aši je vhodné použít ve chvíli, kdy uke vykročil směrem k torimu, tedy pravou nohou vpřed (pěkně řečeno). Proto i při statickém nástupu do techniky si tori usnadňuje práci tím, že uke stojí při nástupech v postoji s mírně vykročenou pravou nohou. Z tohoto postavení proti sobě a z pravého úchopu tori zahajuje techniku vykročením pravou nohou vedle špičky ukeho levé nohy (ANO, toto je přesné). Současně s vykročením musí provést vychýlení tahem levou paží po půlkruhu a tlakem pravou paží s rotací trupu vlevo (kde je curikomi?). Po správném vychýlení se uke nachází ve stoji na špičce pravé nohy (ANO, na špičku pravé nohy se dostává v průběhu curikomi). Tori následně umístí chodidlo levé nohy na bérec ukeho pravé nohy. Techniku dokončí zadržením ukeho pravého kotníku a tahem levou paží vpřed (takže bérec nebo kotník?). Uke se přetáčí vpřed kontrolován toriho rukama a nakonec je jištěn toriho úchopem za pravý rukáv (pozor nepřetáčí se zadržením nohy nýbrž prací paží a boků, noha pouze zadržuje). Tori opět jako u každé techniky dokončí hod napřímením trupu s mírně pokrčenými koleny.
4. Josef Hanek[5][6] – Tori několika kroky přiměje soupeře vykročit pravou, přičemž sám ustoupí vpravo stranu (podobně jako u Sticha s Pavelkou to ustopení není dobrá rada). Tori zaseknutím a nadzvednutím soupeře pravou paží a tahem levou (ANO, neboli curikomi) donutí ukeho přenést svou hmotnost na špičku pravé nohy (ANO, na špičku pravé nohy se dostává v průběhu curikomi). Současně přiloží tori své levé chodidlo těsně nad kotník ukeho pravé nohy (spíš zadrží, ale jinak krásně řečeno). Důrazným tahem levé paže a tlakem pravé, při stálé rotaci trupu dokončí tori hod (není co dodat).
  1. Dokonalé přenesení hmotnosti ukeho na pravou nohu docílí tori důrazným provedením curikomi (krásně řečeno). Na to pak navazuje tah levé paže, která až do okamžiku pádu ukeho táhne vodorovně, teprve pak směřuje tah toriho k jeho boku (pozor spíše na zem dolů, jinak dojde k přetočení).
  2. Levé chodidlo toriho stejně jako při hiza gurumě nohu zadržuje, není podmetána nebo podrážena (ANO, v případě podmetu (podražení) to zavání harai-curikomi-aši).
  3. K dokonalému provedení útoku musí tori svého soupeře přitáhnout až ke svému břichu (výborná poznámka!).
5. Judo Turnov[7] – Tori i uke stojí v pravém střehu. Tori tahem obou paží nebo předchozím zatlačením soupeře vzad způsobí, že uke vykročí vpřed levou nohou (může být). To je okamžik, kdy se oba soupeři dočasně ocitají v levém přirozeném postoji. V okamžiku, kdy uke počíná provádět pravou nohou krok vpřed, přikládá tori chodidlo své odlehčené levé nohy na vnější kotník pravé nohy ukeho, čímž zastavuje pohyb pravé nohy ukeho vpřed (NE, nikdy ne před curikomi!). Levou rukou silně táhne ukeho velkým obloukem vlevo vzad. Při této akci spolupůsobí ještě tlak pravé ruky toriho vzhůru a energické otočení jeho trupu vlevo spolu se záklonem (neboli curikomi a za touto větou má být předchozí věta). Následkem akcí těla a paží toriho, jakož i zadržením jeho nohy chodidlem levé nohy toriho uke padá, otáčeje se kolem levé nohy (??? příliš krkolomně řečeno).

## Podobné techniky
Sasae-curikomi-aši je možno zaměnit s:
- hiza-guruma
- harai-curikomi-aši

## Kombinace s jinou technikou v postoji
Technika sasae-curikomi-aši se kombinuje s:
- uki-waza
- joko-otoši
- tani-otoši
- okuri-aši-harai

Technika sasae-curikomi-aši bývá v kombinaci po:
- o-soto-gari

## Kontratechnika (protichvat)
Sasae-curikomi-aši je účinná kontratechnika proti:
- harai-goši
- ucuri-goši